# Peristeranthus hillii
Peristeranthus hillii är en orkidéart som först beskrevs av Ferdinand von Mueller, och fick sitt nu gällande namn av Trevor Edgar Hunt. Peristeranthus hillii ingår i släktet Peristeranthus och familjen orkidéer. Inga underarter finns listade i Catalogue of Life.